# Príncipe de Canino y Musignano
El título de Príncipe de Canino y Musignano pertenecía a los descendientes de Luciano Bonaparte (1775-1840), hermano siguiente del emperador Napoleón Bonaparte, quienes se habían convertido en la rama mayor de la Casa de Bonaparte luego del fallecimiento de José I Bonaparte en 1844. 
El 18 de agosto de 1814 Luciano Bonaparte fue creado Príncipe de Canino, Conde de Apollino y Señor de Nemor por el papa Pío VII y Príncipe de Musignano el 21 de marzo de 1824 por el papa León XII. Canino y Musignano son dos villas en la Provincia de Viterbo, en Italia.
Esta rama de la familia se extinguió en 1924, con el fallecimiento del último príncipe, Roland Napoléon Bonaparte, sin descendencia masculina, aunque la Casa de Bonaparte continúa existiendo en la actualidad en los descendientes de Jerónimo Bonaparte (1784-1860), antiguo rey de Westfalia, quienes además son pretendientes al desaparecido trono francés.

## Príncipes de Canino y Musignano
- Luciano Bonaparte (1814-1840).
- Charles Lucien Bonaparte (1840-1857).
- Joseph Lucien Bonaparte (1857-1865).
- Luciano Napoleón Bonaparte, Cardenal de la Iglesia católica (1865-1895).
- Napoleón Carlos Bonaparte (1895-1899).
- Roland Napoléon Bonaparte (1899-1924).